# La voce di Fantozzi
La Voce di Fantozzi è un film del 2017 diretto da Mario Sesti.

## Trama
Il film racconta attraverso la più importante maschera italiana, il ragionier Ugo Fantozzi, il genio di Paolo Villaggio.

## Produzione
Nel film, oltre a contributi inediti di Paolo Villaggio, vengono intervistati Maura Villaggio, Diego Abatantuono, Bruno Altissimi, Renzo Arbore, Lino Banfi, Maurizio Battista, Roberto Benigni, Antonino Cannavacciuolo, Gianni Canova, Maurizio Costanzo, Domenico De Masi, Dario Fo, Anna Foglietta, Fiorello, Nino Frassica, Michele Mirabella, Neri Parenti, Andrea G.Pinketts, Christian Raimo, Emanuele Salce, Emilio Schroeder, Marco Travaglio, Enrico Vaime e Fabio Volo.
La Voce di Fantozzi inoltre include contributi di Milena Vukotic (Pina Fantozzi), Plinio Fernando (Mariangela Fantozzi), Paolo Paoloni (Megadirettore Galattico), Pierfrancesco Villaggio (L'hooligan) e Clemente Ukmar (controfigura di Villaggio in tutti i film di Fantozzi) nei panni dei personaggi storici della saga fantozziana con dialoghi inediti scritti da Paolo Villaggio.

## Distribuzione
L'opera è stata in concorso alla 74ª Mostra internazionale d'arte cinematografica di Venezia nella categoria classici.